# Saint-Igny-de-Roche
Saint-Igny-de-Roche ist eine französische Gemeinde mit 776 Einwohnern (Stand: 1. Januar 2022) im Département Saône-et-Loire in der Region Bourgogne-Franche-Comté. Sie gehört zum Arrondissement Charolles und zum Kanton Chauffailles. Die Einwohner werden Saintignions und Saintignionnes genannt.  

## Geographie
Saint-Igny-de-Roche liegt etwa 70 Kilometer nordwestlich von Lyon.
Die Gemeinde wird umgeben von Tancon im Norden und Westen, Chauffailles im Norden und Osten, Belmont-de-la-Loire im Südosten, Écoche im Süden sowie Coublanc im Westen und Südwesten. 

## Bevölkerungsentwicklung
| 1962                      | 1968 | 1975 | 1982 | 1990 | 1999 | 2006 | 2011 | 2016 |
| 567                       | 534  | 528  | 509  | 559  | 578  | 630  | 736  | 757  |
| Quelle: Cassini und INSEE |      |      |      |      |      |      |      |      |

## Sehenswürdigkeiten
- Kirche Notre-Dame-de-l’Assomption im neugotischen Stil aus dem ausgehenden 19. Jahrhundert

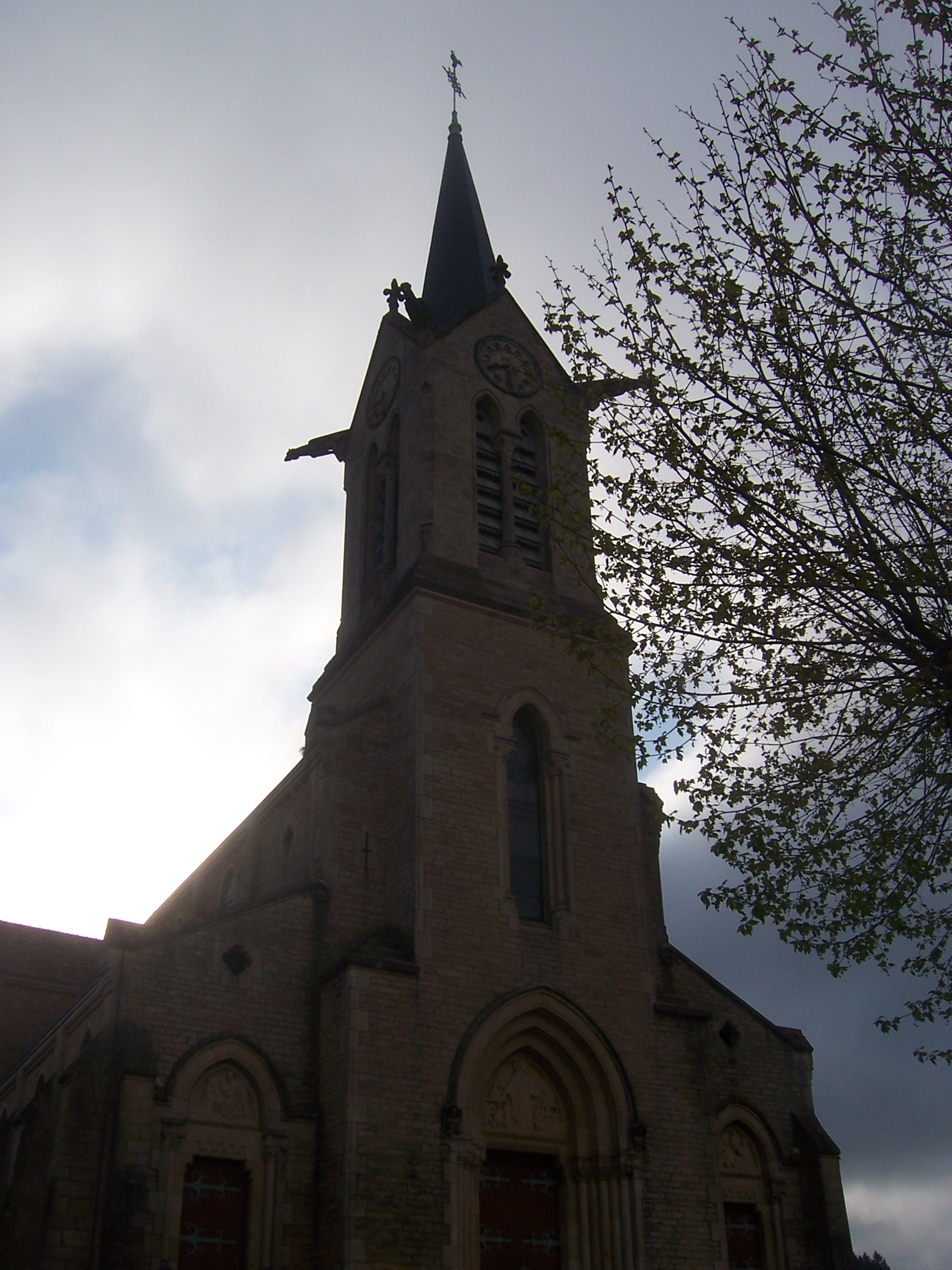
Kirche Notre-Dame-de-l’Assomption